# Группа «Красный Первомай»
Группа «Красный Первомай» (фар. Den røde 1. maj-gruppe) — фарерская левая радикальная группа, действовавшая на островах в 1980-е годы. Стала одним из организаторов и активным участником выступлений против НАТО. По мнению теоретиков группы, НАТО является гарантом капиталистического строя и может быть использована в том числе для подавления забастовок и недовольства на островах, а в случае начала войны между США и СССР, острова будут использованы как щит против продвижения советских войск.